# Andrzej Lis
Andrzej Lis (Breslavia, 16 dicembre 1959) è un ex schermidore polacco, vincitore di una medaglia d'argento nella scherma ai giochi olimpici.